# 신미정
신미정(1985년 5월 6일 ~ )은 대한민국의  OBS경인TV 아나운서 출신 프리랜서 방송인이자 여행 작가이다..
저서로 여행에세이 [낯선 곳에서 굿모닝]이 있다. 